# Collegium Aureum
Collegium Aureum est un ensemble instrumental allemand spécialiste de l'interprétation historiquement informée, basé à Cologne.

## Présentation
Collegium Aureum est un ensemble fondé en 1962 par Deutsche Harmonia Mundi (en),. L'orchestre est pionnier de l'interprétation historiquement informée.
À compter de 1964, Franzjosef Maier est le violon solo de la formation.
Le répertoire de prédilection de l'ensemble est la musique baroque et classique jouée sur des instruments anciens originaux ou des copies : les cordes sont des XVIIe et XVIIIe siècles, d'origine italienne, les vents sont d'époque ou des copies. Le Collegium Aureaum interprète ainsi Bach, Haendel et Rameau, les compositeurs préclassiques (les fils Bach ou Carl Stamitz, notamment) et la première école de Vienne (Haydn et Mozart) ainsi que Beethoven, dont sa Symphonie héroïque dans les mêmes conditions en termes d'effectifs ou de types d'instruments que lors de sa création en 1804,. 
Depuis 1974, l'orchestre joue également le répertoire du XIXe siècle sur des instruments modernes mais dans un style d'époque. 
La formation est souvent associée au Deller Consort, aux frères Kuijken (Wieland, Sigiswald et Barthold), à Gustav Leonhardt, Paul Badura-Skoda et Jörg Demus, notamment. 
L'orchestre a réalisé de nombreux enregistrements et diverses tournées, en Angleterre, en France, au Japon, en Amérique latine, en Afrique du Nord, aux Pays-Bas, en URSS et au Moyen-Orient,. 
Collegium Aureum est dissous dans les années 1990.